# Boehmeria repens
Boehmeria repens är en nässelväxtart som först beskrevs av August Heinrich Rudolf Grisebach, och fick sitt nu gällande namn av Hugh Algernon Weddell. Boehmeria repens ingår i släktet Boehmeria och familjen nässelväxter. Inga underarter finns listade i Catalogue of Life.